# Lomatium
Lomatium es un género de 70 a 80 plantas perennes herbáceas, nativas del oeste de Norteamérica. 
Varias especies, como L. cous, L. geyeri, y L. macrocarpum, son a veces conocidas como biscuitroot, Indian parsley y desert parsley por sus raíces almidonosas y comestibles; y son tradicionales de la comida nativa norteamericana, sirviéndose cocida o secada y horneada en harina. Algunas naciones nativas guardan Lomatium en musgo y lo envuelven en tortas y lo almacenan para uso posterior. Su sabor ha sido comparado con apio, Pastinaca sativa, o con bizcochos. Lomatium también es nombrado como kouse o biscuitroot.
Lomatium dissectum ha sido usado en fitoterapia como hierba medicinal en tos e infecciones del tracto respiratorio, incluyendo tuberculosis.

## Taxonomía
El género fue descrito por  Constantine Samuel Rafinesque y publicado en Journal de Physique, de Chimie, d'Histoire Naturelle et des Arts 89: 101. 1819. La especie tipo es: Lomatium villosum Raf.
Etimología
Lomatium: nombre genérico que deriva del griego y significa "confinado", en referencia a la prominente ala marginal de la fruta.

## Especies
| - Lomatium ambiguum - Lomatium attenuatum - Lomatium bradshawii - Lomatium brandegeei - Lomatium californicum - Lomatium canbyi - Lomatium caruifolium - Lomatium ciliolatum - Lomatium columbianum - Lomatium concinnum - Lomatium congdonii - Lomatium cookii - Lomatium cous - Lomatium cusickii - Lomatium cuspidatum - Lomatium dasycarpum - Lomatium dissectum - Lomatium donnellii - Lomatium eastwoodae - Lomatium engelmannii - Lomatium erythrocarpum - Lomatium farinosum - Lomatium foeniculaceum - Lomatium geyeri - Lomatium gormani - Lomatium graveolens - Lomatium grayi - Lomatium greenmanii - Lomatium hallii - Lomatium hendersonii - Lomatium howellii - Lomatium idahoense - Lomatium insulare - Lomatium junceum - Lomatium juniperinum - Lomatium laevigatum - Lomatium latilobum - Lomatium leptocarpum - Lomatium lucidum | - Lomatium macrocarpum - Lomatium martindalei - Lomatium megarrhizum - Lomatium minimum - Lomatium minus - Lomatium mohavense - Lomatium nevadense - Lomatium nudicaule - Lomatium nuttallii - Lomatium oreganum - Lomatium orientale - Lomatium orogenioides - Lomatium packardiae - Lomatium parryi - Lomatium parvifolium - Lomatium peckianum - Lomatium piperi - Lomatium plummerae - Lomatium quintuplex - Lomatium ravenii - Lomatium repostum - Lomatium rigidum - Lomatium rollinsii - Lomatium salmoniflorum - Lomatium sandbergii - Lomatium scabrum - Lomatium serpentinum - Lomatium shevockii - Lomatium stebbinsii - Lomatium suksdorfii - Lomatium thompsonii - Lomatium torreyi - Lomatium tracyi - Lomatium triternatum - Lomatium tuberosum - Lomatium utriculatum - Lomatium vaginatum - Lomatium watsoni |